# Gran Premio motociclistico di Finlandia 1969
Il Gran Premio motociclistico di Finlandia fu il nono appuntamento del motomondiale 1969.
Si svolse il 3 agosto 1969 a Imatra. Corsero tutte le classi meno la 50.
In 350 e 500 Giacomo Agostini fu ancora primo: in 350 Rodney Gould tentò di tenergli testa, mentre in 500 tutti gli avversari (tra cui, decimo, l'austriaco Wolfgang Stropek, in sella ad una MV Agusta derivata dalla 600 4 cilindri di serie) finirono doppiati.
Più emozionante la gara della 250, dove Kent Andersson sbaragliò la concorrenza di Renzo Pasolini (caduto e finito in ospedale), Santiago Herrero e Giuseppe Visenzi.
In 125 Dave Simmonds, già laureatosi Campione del Mondo, ottenne una nuova vittoria. Ultima gara della giornata quella dei sidecar, vinta da Klaus Enders approfittando del ritiro per problemi meccanici di Helmut Fath (che aveva per passeggero, eccezionalmente, Billie Nelson, secondo nella gara della 500).
I record sul giro in tutte le classi delle moto sciolte furono migliorati.

## Classe 500

### Arrivati al traguardo
| Pos. | Pilota           | Moto          | Tempo     | Punti |
| ---- | ---------------- | ------------- | --------- | ----- |
| 1    | Giacomo Agostini | MV Agusta     | 57' 51" 9 | 15    |
| 2    | Billie Nelson    | Hannah Paton  | +1 giro   | 12    |
| 3    | Godfrey Nash     | Norton        | +1 giro   | 10    |
| 4    | Hannu Kuparinen  | Matchless     | +2 giri   | 8     |
| 5    | Lewis Young      | Matchless     | +2 giri   | 6     |
| 6    | Pentti Lehtelä   | Matchless     | +2 giri   | 5     |
| 7    | Terry Dennehy    | Drixton-Honda | +2 giri   | 4     |
| 8    | Steve Ellis      | LinTo         | +2 giri   | 3     |
| 9    | Osmo Hansen      | Matchless     | +2 giri   | 2     |
| 10   | Wolfgang Stropek | MV Agusta     | +3 giri   | 1     |
| 11   | Per Aake Dahl    | Kawasaki      | +3 giri   |       |

### Ritirati
| Pilota            | Moto       | Motivo ritiro |
| ----------------- | ---------- | ------------- |
| Paul Smart        | Seeley     |               |
| Karl Hoppe        | URS-Seeley |               |
| Phil O'Brien      | Matchless  |               |
| Keith Turner      | LinTo      |               |
| Jack Findlay      | LinTo      |               |
| Jack Lindh        | Seeley     |               |
| John Dodds        | LinTo      |               |
| Bosse Granath     | Husqvarna  |               |
| Gyula Marsovszky  | LinTo      |               |
| Maurice Hawthorne | LinTo      |               |
| Dan Shorey        | Seeley     |               |
| Billy Andersson   | Monark     |               |

## Classe 350

### Arrivati al traguardo
| Pos | Pilota              | Moto              | Tempo     | Punti |
| --- | ------------------- | ----------------- | --------- | ----- |
| 1   | Giacomo Agostini    | MV Agusta         | 57' 57" 6 | 15    |
| 2   | Rodney Gould        | Yamaha            | +1' 52" 6 | 12    |
| 3   | Giuseppe Visenzi    | Yamaha            | +2' 03"   | 10    |
| 4   | Heinz Rosner        | MZ                | +2' 21" 7 | 8     |
| 5   | Martti Pesonen      | Yamaha            | +1 giro   | 6     |
| 6   | Adolf Ohligschläger | Yamaha            | +1 giro   | 5     |
| 7   | Jack Findlay        | Yamaha            | +2 giri   | 4     |
| 8   | Lewis Young         | Aermacchi         | +2 giri   | 3     |
| 9   | Jim Curry           | Metisse-Aermacchi |           | 2     |
| 10  | Ivar Sauter         | Aermacchi         |           | 1     |

## Classe 250

### Arrivati al traguardo
| Pos | Pilota           | Moto            | Tempo     | Punti |
| --- | ---------------- | --------------- | --------- | ----- |
| 1   | Kent Andersson   | Yamaha          | 54' 26" 4 | 15    |
| 2   | Günter Bartusch  | MZ              | +1' 03" 7 | 12    |
| 3   | Börje Jansson    | Kawasaki-Yamaha | +1' 22" 1 | 10    |
| 4   | Kel Carruthers   | Benelli         | +1' 40" 9 | 8     |
| 5   | Dieter Braun     | MZ              | +2' 06" 2 | 6     |
| 6   | Santiago Herrero | OSSA            | +1 giro   | 5     |
| 7   | Pentti Korhonen  | Yamaha          | +1 giro   | 4     |
| 8   | Teuvo Länsivuori | Yamaha          | +1 giro   | 3     |
| 9   | Chas Mortimer    | Yamaha          |           | 2     |
| 10  | Matti Salonen    | Yamaha          |           | 1     |

### Ritirati
| Pilota           | Moto     | Motivo ritiro |
| ---------------- | -------- | ------------- |
| Dave Simmonds    | Kawasaki |               |
| Giuseppe Visenzi | Yamaha   |               |
| Renzo Pasolini   | Benelli  | caduta        |
| Rodney Gould     | Yamaha   |               |

## Classe 125

### Arrivati al traguardo
| Pos | Pilota            | Moto     | Tempo     | Punti |
| --- | ----------------- | -------- | --------- | ----- |
| 1   | Dave Simmonds     | Kawasaki | 47' 59" 8 | 15    |
| 2   | Günter Bartusch   | MZ       | +8" 1     | 12    |
| 3   | Cees van Dongen   | Suzuki   | +19"      | 10    |
| 4   | Dieter Braun      | Suzuki   | +22" 9    | 8     |
| 5   | Thomas Heuschkel  | MZ       | +28" 1    | 6     |
| 6   | Chas Mortimer     | Villa    |           | 5     |
| 7   | Barry Smith       | Derbi    |           | 4     |
| 8   | Jerry Lancaster   | Honda    |           | 3     |
| 9   | Seppo Kangasniemi | MZ       |           | 2     |
| 10  | Friedhelm Kohlar  | MZ       |           | 1     |
| 11  | Pertti Leinonen   | Honda    |           |       |

## Classe sidecar

### Arrivati al traguardo
| Pos | Pilota                | Passeggero                 | Moto    | Tempo     | Punti |
| --- | --------------------- | -------------------------- | ------- | --------- | ----- |
| 1   | Klaus Enders          | Ralf Engelhardt            | BMW     | 48' 54" 5 | 15    |
| 2   | Helmut Lünemann       | Johnny Bengtsson           | BMW     | +32" 5    | 12    |
| 3   | Heinz Luthringshauser | Geoff Hughes               | BMW     | +44" 4    | 10    |
| 4   | Arsenius Butscher     | Josef Huber                | BMW     | +54" 1    | 8     |
| 5   | Georg Auerbacher      | Hermann Hahn               | BMW     | +1' 42" 7 | 6     |
| 6   | Jean-Claude Castella  | Albert Castella            | CAT-BMW | +1 giro   | 5     |
| 7   | Kenneth Calenius      | Juhani Vesterinen          | BMW     | +1 giro   | 4     |
| 8   | Ruben Bjarnemark      | Marianne Kjellmodin-Hansen | BMW     | +1 giro   | 3     |
| 9   | Leif Aurosell         | Jouko Ryhänen              | BMW     | +2 giri   | 2     |
| 10  | Jaakko Palomäki       | Jussi Ahlbäck              | BMW     | +2 giri   | 1     |